# Лепта
Лепта је најситнији новац који се помиње у Новом завету. 
Јеванђелист Марко у причи о удовичином новчићу приповеда како је Исус сео „према ковчегу за прилоге, те гледаше како народ меће новац у ковчег; а многи богати метаху много. И дође једна сиромашна удовица па убаци две лепте, то јест кодрант. Тада дозва своје ученике и рече им: Заиста, кажем вам, да ова сиромашна удовица стави више од свих који метаху у ковчег; јер сви метнуше од свог изобиља, а она од своје немаштине стави све што је имала, сав свој иметак." (Јеванђеље по Марку 12, 41-44)